# 4. Nefi
4. Nefi je součástí Knihy Mormonovy.
Na rozdíl od 3. Nefi, která je nadepsána Kniha Nefiova, syna Nefiova, který byl synem Helamanovým, nese úvod Kniha Nefiho, který je synem Nefiovým - jednoho z učedníků Ježíše Krista.
Pojednává o obrácení lidu Nefiho, kmene Nefitů a Lamanitů.